# Saint-Évarzec
Saint-Évarzec település Franciaországban, Finistère megyében. Lakosainak száma 3491 fő (2022. január 1.). Saint-Évarzec Ergué-Gabéric, La Forêt-Fouesnant, Fouesnant, Pleuven, Quimper és Saint-Yvi községekkel határos.

## Népesség
A település népessége az elmúlt években az alábbi módon változott:
| Lakosok száma | 1362 | 2525 | 2966 | 3090 | 3555 | 3532 | 3529 | 3503 | 3521 | 3491 |
|               | 1968 | 1982 | 1990 | 2006 | 2013 | 2015 | 2017 | 2019 | 2020 | 2022 |